# Баин, Дмитрий Вячеславович
Дмитрий Вячеславович Баин (укр. Дмитро Владиславович Баін; род. 1976) — украинский спортсмен-акробат; Мастер спорта Украины международного класса (1995), Заслуженный мастер спорта Украины (1998).

## Биография
Родился 20 сентября 1976 года в Николаеве Украинской ССР.
Окончил николаевскую среднюю школу № 15. Спортивной акробатикой занимался с 1983 года в ДЮСШ–1. Выступал в четвёрке акробатов с Андреем Сафоновым, Сергеем Павловым и Юрием Заверюхой. Тренировался у заслуженного тренера Украины В. И. Бердника.
Серебряный призёр и победитель чемпионата Европы в групповых упражнениях (Вроцлав, Польша, 1995); абсолютный чемпион Всемирных игр (Лахти, Финляндия, 1997) и абсолютный чемпион мира (Манчестер, Великобритания, 1997); серебряный призёр чемпионата мира (Минск, Беларусь, 1998).
В 1999 году окончил Украинский государственный морской технический университет (ныне Национальный университет кораблестроения имени адмирала Макарова). Проживает в Николаеве.